# Hegyikristály
A hegyikristály a kvarc ásvány színtelen, drágakőként használt változata. A görögök azt tartották, hogy a hegyikristályok az Alpok magas csúcsainak dermesztő hidegében felolvaszthatatlan jéggé fagyott vízből keletkeztek. Ezért nevezték el az ásványt kristallosnak, azaz jégnek.

## Ásványtani jellemzői
A teljesen színtelen hegyikristály kémiailag ideálisan tiszta kovasav, képlete SiO2. A kvarc fizikai és kémiai tulajdonságai a hegyikristályon tanulmányozhatók a legnagyobb pontossággal. Fennőtt kristályai rendszerint kitűnően fejlett, karcsú, hatszöges oszlopok, melyeket a + és - alapromboéder lapjai fednek. A kristályok tökéletes átlátszóságát gyakran zavarják szilárd és folyadékzárványok.
Azokat a hegyikristályokat, melyeknek természetes úton keletkezett finom repedései, a beléjük hatolt igen vékony levegőréteg okozta interferencia folytán szivárványszínt játszanak, írisz- vagy szivárvány-kvarcoknak nevezik. Mesterségesen is előállítják őket úgy, hogy felhevített hegyikristályt hideg vízbe mártanak. Ha a víz színesre festett és a kristályt huzamosabb ideig benne hagyják, a festék behatol és a repedések mentén színesre festett kvarcot kapunk. 

## Előfordulása
A hegyikristály legfőbb lelőhelyei az Alpokban vannak. Az Alpokban századok óta apáról fiúra szálló mesterség a kristály-keresés. A tavaszi olvadás után indulnak meg a kristálykeresők, bejárják a gazdagabb előfordulásaikról ismert nagyobb, valamint az eldugottabb völgyeket, átkutatják a gleccserek hordalékát, a patakmedreket, vizsgálják a kőzetben húzódó kvarcereket, kopogtatván körülöttük a sziklafalat, mikor is a hegyikristályokat rejtő kisebb-nagyobb üregek kongó hanggal árulják el magukat. Az üregek rendesen csak nagyobb ököl, fejnagyságúak, néha azonban rendkívüli méretűek. A kvarckristályok bélelte nagyobb üregeket kristálypincéknek nevezik. 
Nagy jelentőséggel bírnak a brazíliai lelőhelyek is, ahonnan kitűnő minőségű hegyikristályok származnak nagy mennyiségben.  A leggazdagabb előfordulások Goyaz-államban, a Sao Marcos- és Sao Bartholomeo-folyók közötti Serra dos Cristaes vidékén, Cristallina és Araguahy mellett vannak. 
Madagaszkár szigetének keleti és északkeleti gneiszes vidékéről eredő folyók ágyából már a 17. században ismertek pompás, átlátszó hegyikristályokat. Az elsődleges előfordulású kristályok üledékes kőzeteket és kristályos palákat átszelő pegmatittelérek üregeiből származnak. 
Indiában Madras vidékén harmadkori konglomerátokban találják a megkopott, víztiszta hegyikristályokat, melyekből Madrasban briliánsokat, rózsákat, sőt szemüvegeket csiszolnak. 
Az Urál-hegységben is találhatók gazdag lelőhelyek.

## Felhasználása
A hegyikristálynak régebben jelentős szerepe volt az ékszeriparban, a gliptikában, és a díszítőművészet terén. Ékszerbe, a gyémánt pótlására, különösen szívesen csiszolták kisebb, ragyogó kristályait s ezeket nyugati gyémántoknak nevezték. Helyi neveik: máramarosi-, német-, stollbergi-, cseh-, alaszkai-, arkanzasz-, pafoszi-, alenkoni-, ír-, bristol-, quebeki-, similigyémánt voltak.
A hegyikristályt az ó- és középkorban, de még a múlt században is jóval nagyobbra értékelték, mint napjainkban. Ma legjobban az optikai célokra alkalmas, teljesen átlátszó, színtelen, repedés és zárványmentes goyazi kristályokat fizetik meg.
A magyar királyi jogar gömbje hegyikristályból van, és oroszlánokat véstek bele.